# スティモシーバー
スティモシーバー（英語: Stimoceiver）とは脳埋込チップとも呼ばれ、脳に電極を埋め込み微弱な電流を流すことで脳の活動を制御することを目的とした脳に埋め込む装置である。
エール大学のホセ・デルガード教授 (Jose Manuel Rodriguez Delgado) が発明した装置である。
スティモシーバーを埋め込んで信号を流すと人間の感情を操作したり肉体を動かしたり出来ることが実験によって確かめられた。
特に1963年に行われた実験では闘牛の脳にスティモシーバーを埋め込み、リモコンで自由に操るという実験をやって見せた。この実験は大々的に報道され「脳を外部からコントロールすることによって動物を思い通りに操ることが出来る」と話題になった。同様の実験は猫や猿でも行われている。ただし、既存のラジコン技術で闘牛に取り付けられたスティモシーバーを制御しているに過ぎず、リモコン装置自体は特別なものではない。
1970年代初めにアメリカを初め世界中で他人を洗脳し操ることが出来る装置という誤解が広まりデルガード教授は何百人もの人に脳にスティモシーバーを埋め込まれて操られていると訴えられることになった。これは全て彼らの妄想にすぎなかったが、社会的な問題が大きくなりすぎ、デルガード教授はアメリカ医学会から追放同然にスペインへ戻った。
1974年以降になるとデルガード教授の米国での名声は消え市民からも忘れさられスティモシーバー事件は沈静化した。
デルガード教授は事件後も多数の論文を発表しているがスティモシーバーを扱うことは医学会のタブーとされるようになり、現在では日の目を見ることはなくなっていた。
しかし、脳性麻痺やパーキンソン病の患者にスティモシーバーを埋め込んだところ大幅な改善が見られたという事例が何件もあり、近年では再評価する意見も出ているが、埋め込まれた人間は他人に操られるという偏見から治療への応用は進んでいない。
逆にスティモシーバーを使えばSFに出てくるような記憶の書き込みが可能になると擁護する意見もあるが、デルガード博士に不可能だと否定されている。